# Hofzug

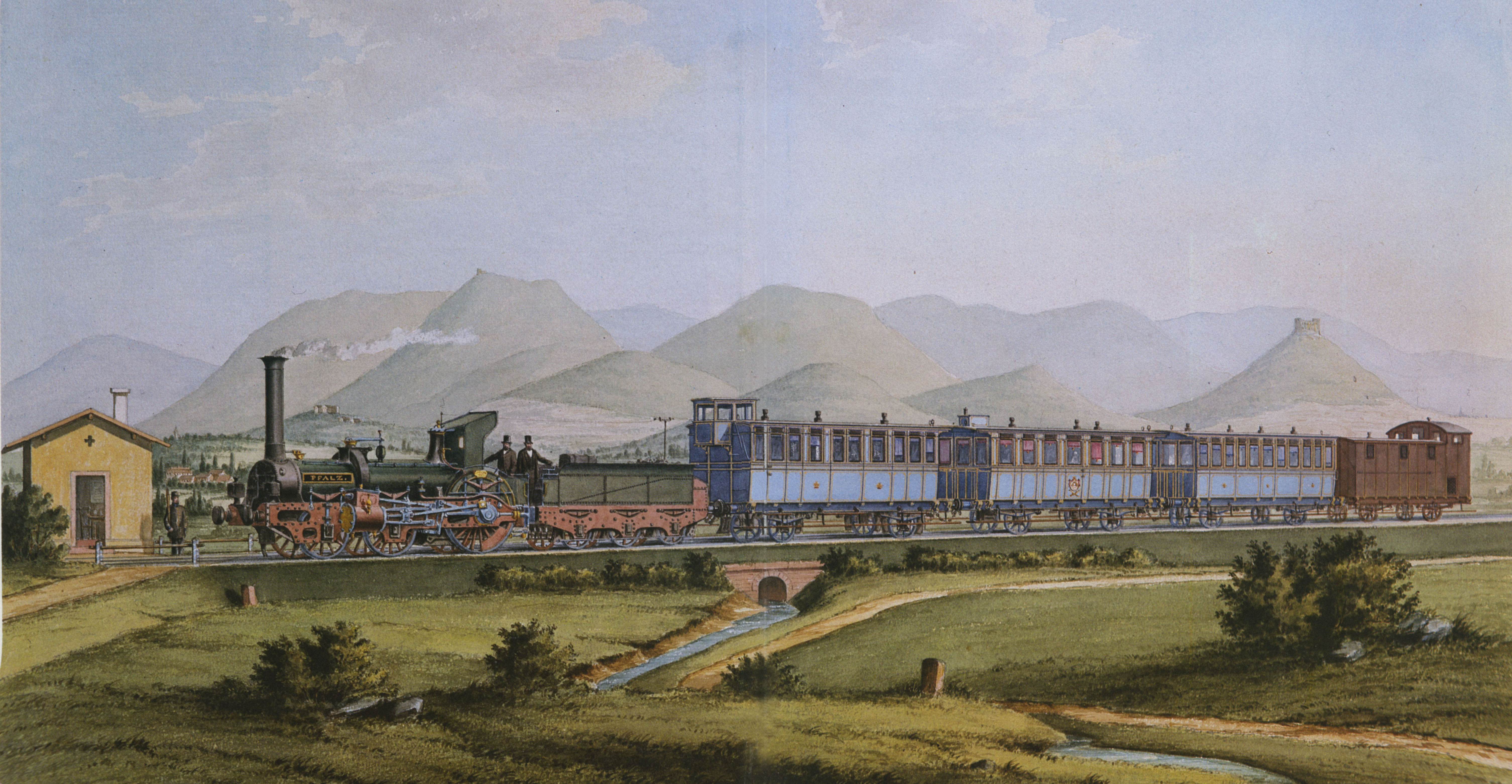
Hofzug der Pfälzischen Ludwigsbahn für König Maximilian II. von Bayern

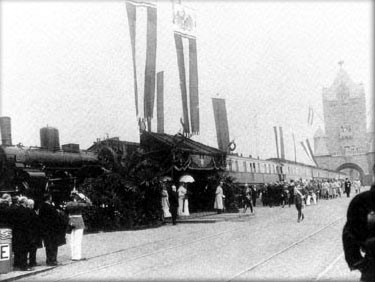
Hofzug Kaiser Wilhelms II. bei der Einweihung der Kaiserbrücke in Mainz 1904

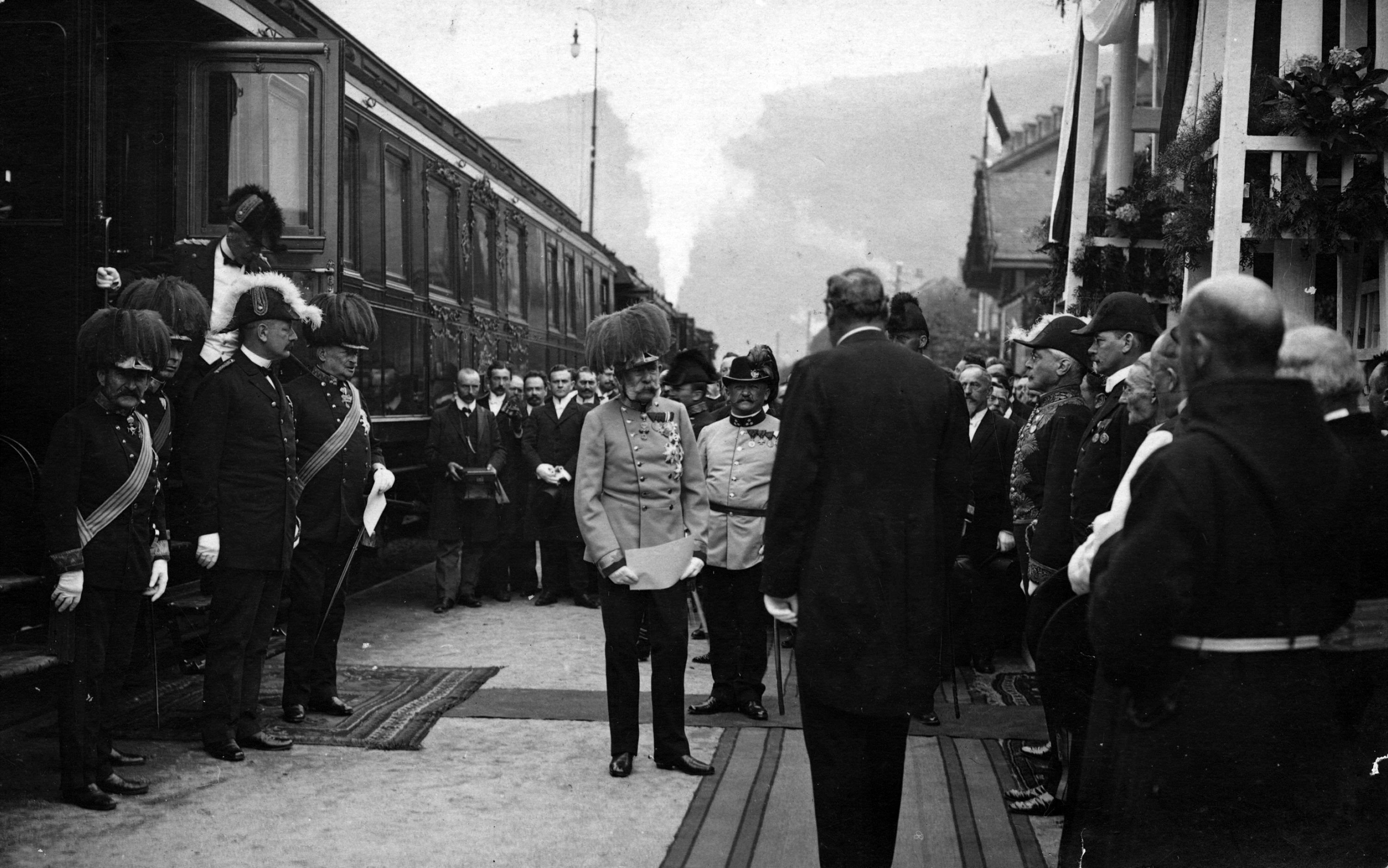
Empfang für Kaiser Franz Joseph I. am k.u.k. Hofsalonzug

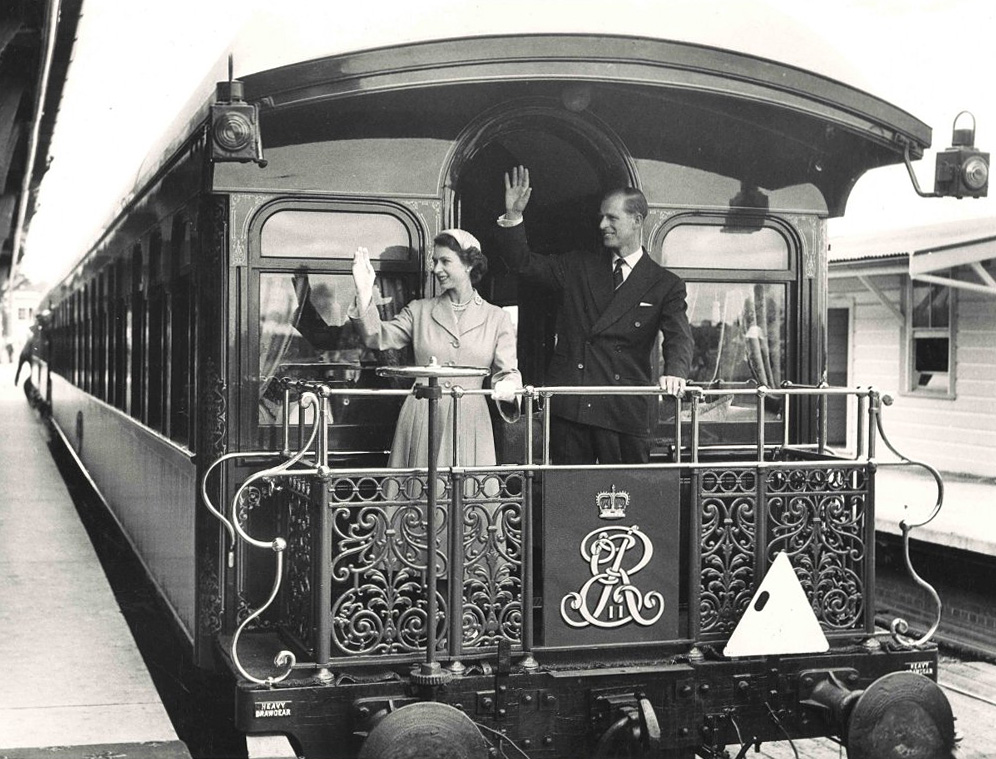
Kanzelwagen des Hofzugs von Königin Elisabeth II. (hier zusammen mit Philip, Herzog von Edinburgh) während ihres Staatsbesuchs 1954 in Australien im Hauptbahnhof Sydney

Der Hofzug, auch Hofsalonzug, Hofsonderzug, Hofseparatzug, Salonzug oder Galazug, ist eine besondere Form des Sonderzugs und dient Mitgliedern eines regierenden Hauses zu Reisen mit der Eisenbahn. Er ist heute ein überwiegend historisches Phänomen.

## Geschichte
In der stark ständisch gegliederten Gesellschaft des 19. Jahrhunderts, in dem in Europa das Eisenbahnnetz zum größten Teil errichtet wurde, war auch die Beförderung der Reisenden mit der Bahn den damals alles dominierenden Standesgrenzen unterworfen: Die Eisenbahnwagen waren in drei oder vier Wagenklassen eingeteilt. Besonders Reiche oder Privilegierte hatten darüber hinaus eigene Personenwagen, Salonwagen. Die Spitzen der regierenden Häuser nutzten auch eigene Züge, Hofzüge, die nur für sie bereitstanden.
Seitdem die Eisenbahn gegenüber dem Flugverkehr stark an Sozialprestige eingebüßt hat, kommen Hofzüge, ebenso wie die korrespondierenden stationären Einrichtungen, „Fürstenbahnhöfe“, in Kontinentaleuropa nur noch selten zum Einsatz. Wenn Prominente heute noch mit der Eisenbahn reisen, nutzen sie durchaus auch einen Planzug, der heute oft ein Triebwagen ist, so dass ein Salonwagen sich technisch gar nicht mehr ankuppeln lässt.

## Eingesetzte Fahrzeuge
Technisch entsprachen die eingesetzten Fahrzeuge immer dem Standard für die Wagen der oberen Klasse des öffentlichen Fernverkehrs und waren hin und wieder in Details, wie etwa bei der Heizung, der elektrischen Beleuchtung oder dem Übergang zwischen den Wagen eines Zuges auch der in den Wagen des öffentlichen Verkehrs eingesetzten Technik einen Schritt voraus. Neben den eigentlichen Salonwagen führten die Hofzüge auch Gefolgewagen, in der inneren Aufteilung oft ähnlich Schlafwagen, Speisewagen, Küchenwagen und Gepäckwagen. Hofzüge wurden in fast allen größeren Staaten vorgehalten und genutzt. In Einzelfällen konnte ein solcher Zug auch mit Reisezugwagen des Regelverkehrs ergänzt werden. Die Wagen des deutschen Kaisers und der Kaiserin wurden auch während der Fahrten von einem eigenen Betriebsingenieur betreut.

## Einsatz

### Vorschriften
Für Fahrten eines Hofzuges galten besondere Vorschriften, die über die betriebliche Sicherheit hinaus auch der besonderen Gefährdungslage des reisenden Staatsoberhauptes oder Mitglieds einer Herrscherfamilie begegnen und den zeremoniellen Abstand zur Öffentlichkeit wahren sollten. Dazu zählte etwa, dass streng darauf zu achten war, dass der benutzte Wagen nicht als letzter und, wenn irgend möglich, auch nicht als vorletzter oder unmittelbar hinter dem Schutzwagen lief. Von der Lokomotive sollte er durch mindestens vier Achsen getrennt sein. Die besonderen Vorschriften sollten auch dafür sorgen, diese Sonderzüge möglichst reibungslos in den fahrplanmäßigen Eisenbahnbetrieb einzupassen. Jede Eisenbahnverwaltung hatte eine entsprechende Vorschrift. Die der Königlich Bayerischen Staatseisenbahnen und der Österreichischen Eisenbahnen sind erhalten, die der Preußischen Staatseisenbahnen im Auszug. Die Unterlagen, die im Zuge der Vorbereitung und Durchführung einzelner Fahrten entstanden, waren geheim und abschließend zu vernichten. Allgemein war es üblich, Vorschriften, die außer Kraft gesetzt waren, zu makulieren. Nachdem die Republik 1918 Monarchie und Hofzug in Deutschland abgeschafft hatte, entsorgte die Deutsche Reichsbahn 1921 auch die entsprechende Dienstvorschrift 105. Sie war „zum Altpapier zu nehmen“.

### Organisation

Lageplan für einen Empfang Kaiser Wilhelm II. 1895 in Wœrth:
Oben: Wagen des Hofzugs
Mitte: Empfangszelt
Dunkelgraue Flächen: Roter Teppich
Links unten am Zelt vermerkt: „Rampe zum Besteigen des Pferdes“

Fahrten eines Hofzuges wurden in Zusammenarbeit zwischen der entsprechenden Abteilung der Hofverwaltung und der Eisenbahn organisiert. Die Eisenbahnverwaltung oder deren Untergliederung, von deren Zuständigkeitsbereich der Zug seinen Ausgang nahm, bereitete die Fahrt vor. Sie erstellte auch den Sonderfahrplan, besorgte die erforderlichen Fahrzeuge und unterrichtete die Dienststellen, die von der Fahrt berührt wurden. Außerdem war ein „Salonfahrplan“ herzustellen, der Zeiten und Angaben zu den durchfahrenen Bahnhöfen enthielt, so dass die allerhöchsten und höchsten Herrschaften wussten, wann und an welcher Seite des Zuges sie huldvoll den angetretenen Bahnbeamten und Schulkindern zuzuwinken hatten.
Sowohl herausgehobenes Eisenbahnpersonal als auch Beamte des Hofes begleiteten die Fahrten. Zu letzteren zählte ein Reisekommissar, der die Kommunikationsschnittstelle zu den Eisenbahnern darstellte. Zwei Reisekommissare König Ludwigs II. von Bayern sind namentlich bekannt, Friedrich Petri und Adolph Schamberger. Reiste der König von Bayern selbst im Hofzug, musste immer auch ein Telegrafist mitreisen. Er bediente gegebenenfalls ein transportables Telegrafen-Gerät und später – als die Technik Anfang des 20. Jahrhunderts zur Verfügung stand – einen Telefonapparat, der gegebenenfalls an die die Strecke begleitende Telefonleitung angeklemmt werden konnte. Außerdem war dem Zug ein maschinentechnischer Beamter mitzugeben, also ein Eisenbahner, der gegebenenfalls auftretende Fehler an der Lokomotive beheben konnte. In größeren Bahnhöfen wurden tragbare Treppen, die das Besteigen und Verlassen der Eisenbahnwagen erleichtern sollten, bereitgehalten.
Ein Hofzug hatte Vorrang vor allen anderen Zügen. Absolute Pünktlichkeit war zu gewährleisten. Die Begegnung des Hofzuges mit einem fahrenden Güterzug, der verschiebbare Ladung beförderte, war zu vermeiden.

### Zusammenstellung der Fahrzeuge
Bespannt wurde der Zug mit einer oder zwei geeigneten Lokomotiven. Reiste der König von Bayern selbst im Hofzug, so wurden auf geeigneten Unterwegsbahnhöfen unter Dampf stehende Ersatzlokomotiven – in Fahrtrichtung des Hofzuges ausgerichtet – bereitgehalten, falls es zu einem Ausfall der Lokomotive des Hofzuges kommen sollte. Hinter der Lokomotive und am Ende des Zuges war jeweils ein Gepäckwagen als Knautschzone einzustellen, sollte es zu einem Zusammenstoß kommen. Es gab Vorschriften, welche Fahrzeuge in den Hofzug einzustellen waren. Sie waren vor jeder Fahrt auf Betriebssicherheit zu untersuchen.
Eine weniger aufwändigere Form, solche Reisen durchzuführen, war es, einen oder mehrere Salonwagen an einen fahrplanmäßigen Zug anzuhängen. oder auch nur ein Abteil in einen Zug des Regelverkehrs zu reservieren.

### Sicherheit

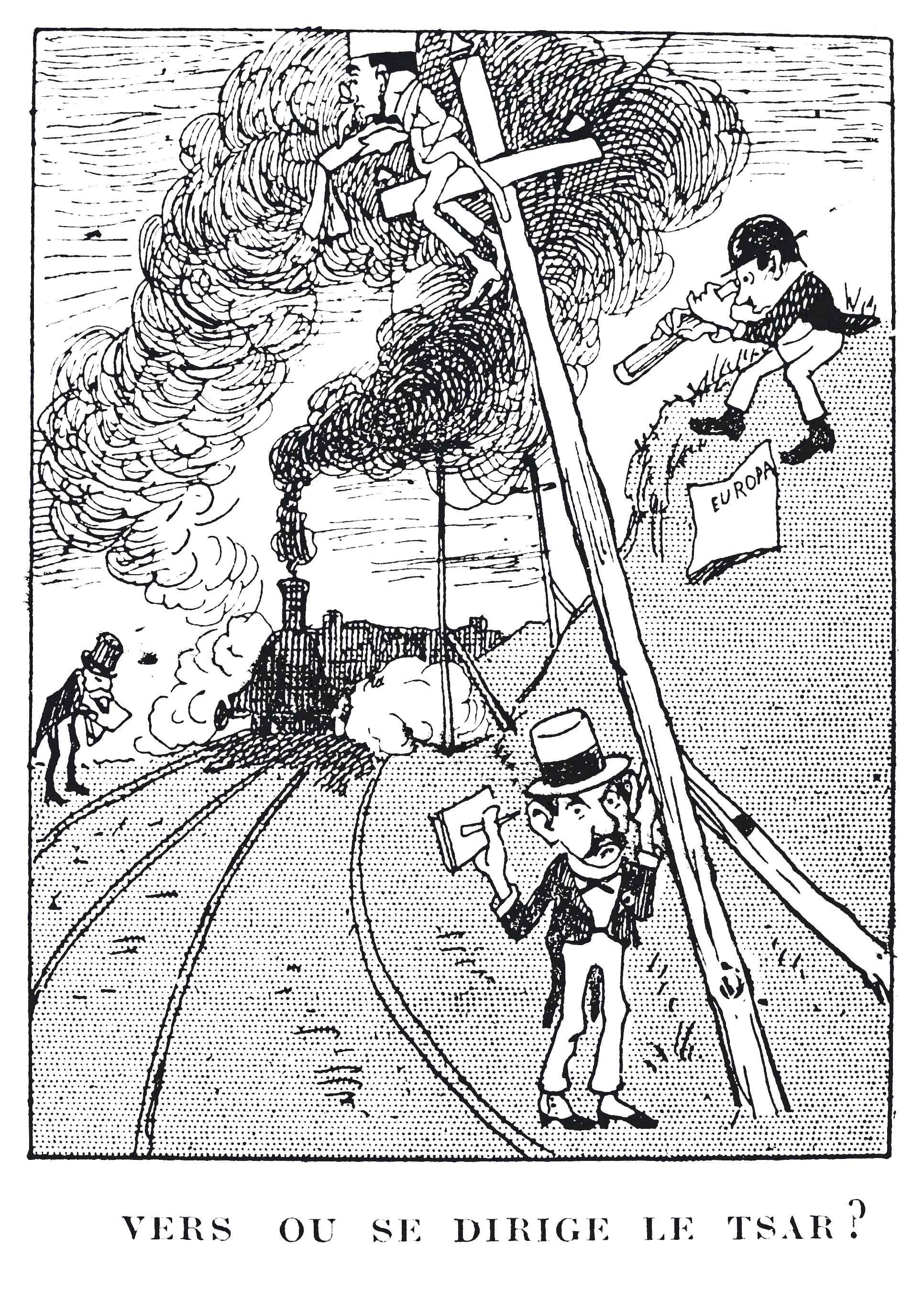
Strenge Geheimhaltung der Fahrstrecke gegen Neugier der Öffentlichkeit: Der Zar unterwegs, 1896

In Preußen mussten, wurde ein Hofzug angekündigt, die örtlich zuständige Betriebsinspektion zunächst eine Streckenbereisung vornehmen. Für einen festgelegten Zeitraum, bevor der Hofzug den Abschnitt einer Strecke passierte, waren bestimmte Zugbewegungen verboten, etwa das Rangieren, es galten weitere Sicherheitsmaßnahmen auch gegen unbefugtes Eingreifen in den Eisenbahnverkehr von außen. Die befahrene Bahnstrecke war unmittelbar vor der Fahrt vom zuständigen Bahnmeister zu begehen und auf Betriebssicherheit hin zu untersuchen, dem im Hofzug mitreisenden verantwortlichen Bahnbeamten darüber vorab telegrafisch Meldung zu erstatten. Reisende in Regelzügen, die von dem Hofzug überholt wurden oder ihn kreuzten, durften den Bahnsteig nicht betreten, bevor der Hofzug durch den Bahnhof gefahren war.
Bei Fahrten des Hofzugs in Großbritannien und Spanien wurden alle Weichen des zu befahrenden Gleises arretiert und verschlossen. Dann befuhr eine viertel Stunde, bevor der Hofzug passierte, eine einzelne Lokomotive („pilot engine“) die Strecke, die anschließend von keinem Fahrzeug mehr befahren werden durfte, bevor der Hofzug sie befahren hatte. Außerdem standen an der gesamten Strecke Polizisten in Sichtabstand voneinander (Postenkette). In anderen Staaten war es üblich, diese Sicherheitsfahrten mit einem Vorzug durchzuführen, der mit Militär oder Polizei besetzt war. Das Verfahren wurde noch 1992 beim Staatsbesuch von Königin Elisabeth II. angewendet, als sie in einem ICE von Dresden nach Leipzig fuhr.
Paul Dost veröffentlichte 1965 eine Aufstellung von Zwischenfällen, Unfällen und Anschlägen.

### Protokoll

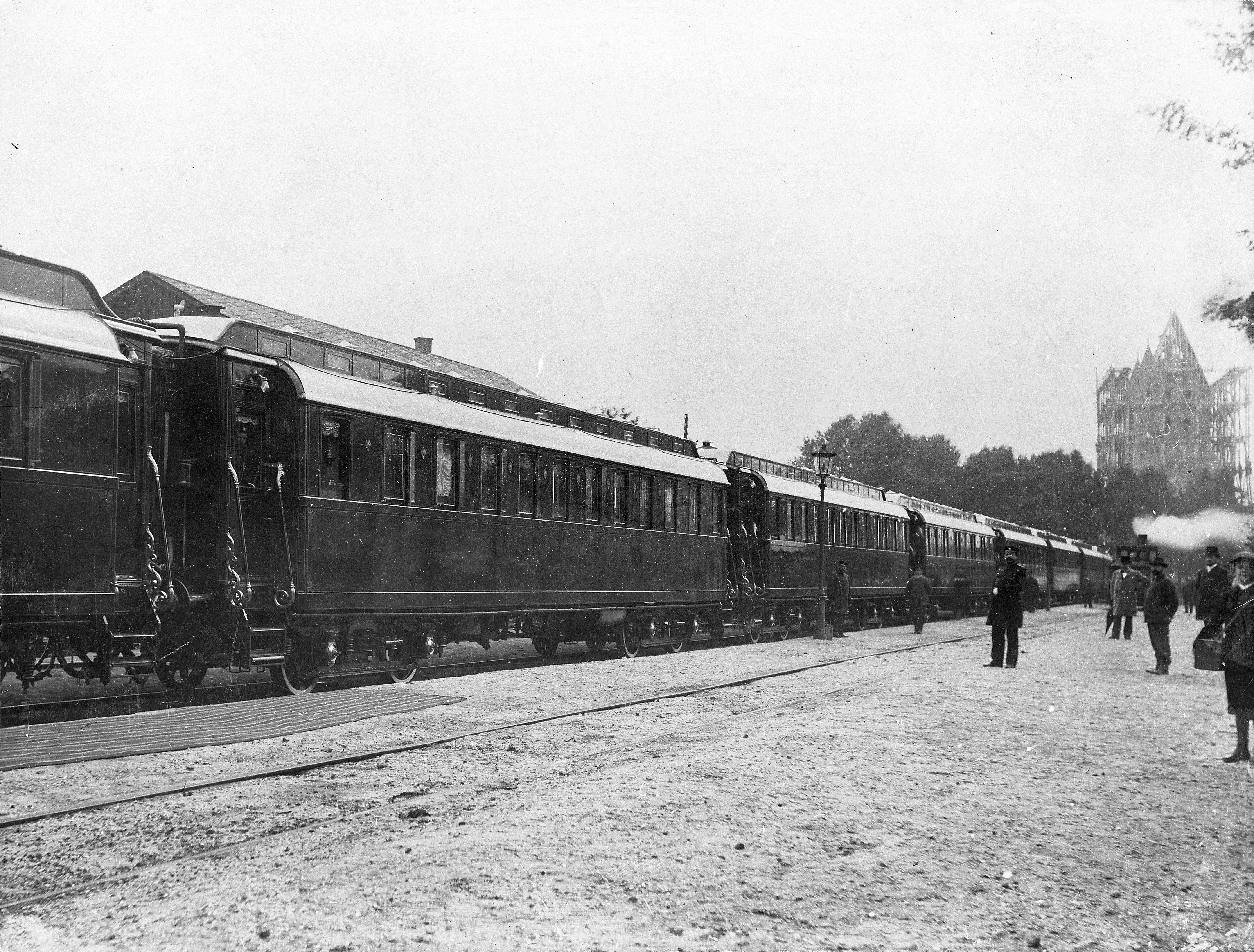
Hofzug des Zaren Nikolaus II. von Russland für Fahrten auf dem 1435-mm-Netz in Mittel- und Westeuropa

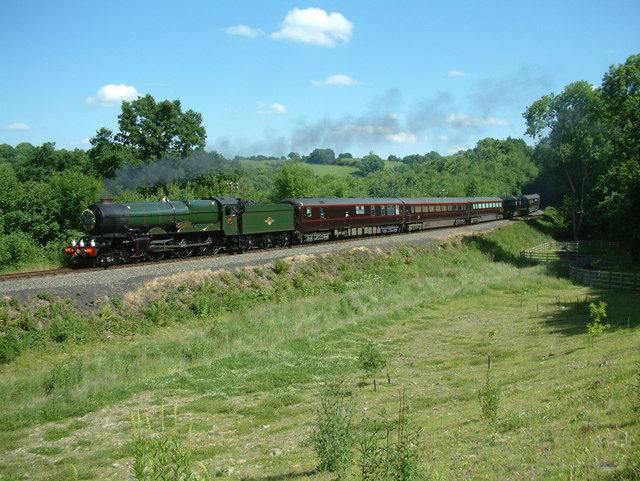
Der britische Hofzug bei Highley auf der Severn Valley Railway

Der Rang der begleitenden Eisenbahner bestimmte sich danach, ob ein regierender Fürst oder eines seiner Familienmitglieder reiste. Für dieses Begleitpersonal, ebenso wie für die Personale auf den Unterwegsbahnhöfen, war auch bestimmte Bekleidung vorgeschrieben, abhängig davon, ob es eine „offizielle“ Reise war oder diese „inkognito“ erfolgte. „Inkognito“ bedeutete allerdings lediglich einen verminderten zeremoniellen Aufwand, nicht dass der Herrscher tatsächlich inkognito unterwegs war. Hier gab es auch Abstufungen, was die vorgeschriebene festliche Ausschmückung der Bahnhöfe betraf. Aber selbst Zugführer und Wagenmeister des Zuges oder die Gepäckträger auf den Unterwegsbahnhöfen hatten unter Umständen Galauniform zu tragen. „Die Bediensteten, die keine Dienstmütze tragen, haben bei Annäherung der Allerhöchsten und Höchsten Herrschaften durch Abnehmen der Kopfbedeckung zu grüßen.“. Das begleitende Bahnpersonal war gehalten, seinen Dienst so geräuschlos wie möglich zu verrichten, der Lokomotivführer sogar gehalten, „den Gebrauch der Dampfpfeife auf das geringste Maß zu beschränken“.
Im Ausgangs- und Endbahnhof musste ein Hofzug grundsätzlich auf Gleis 1 ankommen, selbst wenn das betriebstechnisch sehr aufwändig war. Wenn er aus technischen Gründen nicht das dem Empfangsgebäude oder Fürstenbahnhof nächstliegende Gleis nutzen konnte, mussten die zwischen Empfangsgebäude oder Fürstenbahnhof liegenden Gleise mit Behelfskonstruktionen überbaut und diese mit einem roten Teppich belegt werden. Auch auf den Zwischenbahnhöfen und für Streckenposten galten in Bayern strenge protokollarische Regeln, was die Bekleidung der Eisenbahner und die Respektbezeigung gegenüber den durchfahrenden allerhöchsten und höchsten Herrschaften betraf. Das wurde in Preußen für die Hilfsbeamten und Schrankenwärter etwas lockerer gesehen.
Wichtig war auch, dass die von den allerhöchsten und höchsten Herrschaften genutzte Ausstiegstüre aus dem Zug exakt vor dem auf dem Bahnsteig liegenden roten Teppich zu stehen kam. Dafür wurde zunächst der Abstand zwischen dem Führerstand der Lokomotive und der Ausstiegstür vermessen und an den Zielbahnhof gemeldet. Dort signalisierte ein Bahnbediensteter mit einer Flagge dem Lokomotivführer die genaue Position, an der er den Zug zum Halten bringen musste.
In Spanien bestand die Besonderheit, dass es als protokollarisch besonders hervorgehoben galt, Hofzüge besonders langsam fahren und an allen größeren Bahnhöfen halten zu lassen, wo dann – gleichgültig ob tags oder nachts – die örtlichen Honoratioren den Zug begrüßen mussten, die darin reisende Obrigkeit aber nicht verpflichtet war, davon auch nur Notiz zu nehmen, sondern nur durch einen Vertreter des Hofes ihren Dank aussprach.

### Kosten
Die Beförderung von Hofzügen oder in Regelzüge eingestellten Salonwagen war kostenpflichtig. Bei den Königlich Bayerischen Staatseisenbahnen wurde nach der Zahl der beförderten Achsen des Zuges oder des Salonwagens abgerechnet. Es gab Ausnahmen und Rabatte: Bei den Königlich Bayerischen Staatseisenbahnen musste der König von Bayern für Fahrten mit dem Hofzug nichts bezahlen, der Deutsche Kaiser erhielt einen Preisnachlass. Gesondert geregelt war die Verteilung der Trinkgelder seitens der allerhöchsten und höchsten Herrschaften an die beteiligten Eisenbahner.

## Hofzüge
- Pius IX. verfügte ab 1859 über päpstliche Galawagen
- Ein Hofzug für den aserbaidschanischen Staatspräsidenten İlham Əliyev wurde 2021 von Stadler Rail aus seinem Werk in Fanipal (Belarus) ausgeliefert.[46]
- Hofzug Kaiser Wilhelms II. (Deutsches Reich)
- K.u.k. Hofsalonzug (Österreich-Ungarn)
- Hofzug des Herzogs von Sachsen-Coburg und Gotha
- Staatszug (Italien) der italienischen Könige und Staatspräsidenten
- Royal Train (Großbritannien)
- Napoléon III. und Kaiserin Eugénie verfügten über mehrere Hofzüge.
- Hofzug (Ägypten),
- Hofzug (Niederlande)
- Hofzug (Portugal) des portugiesischen Königshauses
- Hofzug (Russland) der russischen Zaren